# Lee Atwater
Pour les articles homonymes, voir Atwater.
Harvey LeRoy « Lee » Atwater, né le 27 février 1951 à Atlanta en Géorgie et mort le 29 mars 1991 à Washington, D.C., est un analyste et un stratège politique américain. Membre du Parti républicain, il est conseiller des présidents Ronald Reagan et George H. W. Bush, chef de la campagne présidentielle de George H. W. Bush en 1988 et président du comité national du Parti républicain. Lee Atwater est mort d'un cancer foudroyant au cerveau en 1991.
Spécialiste de la publicité négative, Lee Atwater était l'un des plus grands stratèges politiques de sa génération. Surnommé le Dark Vador du Parti républicain pour son machiavélisme, il a inventé ou amélioré un grand nombre de techniques modernes de la politique électorale aux États-Unis, y compris en faisant circuler des rumeurs infondées sur ses adversaires ou en enquêtant sur leur vie personnelle. Sidney Blumenthal, un conseiller de Bill Clinton, et plusieurs observateurs politiques ont notamment considéré que si Lee Atwater avait pu participer à la campagne de George Bush en 1992, Bill Clinton n'aurait pas été élu président des États-Unis. Il fut aussi le mentor de Karl Rove et de Mary Matalin, la conjointe de James Carville.

## Biographie
Né en Géorgie, fils d'un expert en assurances, Lee Atwater a passé son enfance en Caroline du Sud avec sa sœur et son frère. Son enfance est cependant marquée par la tragédie quand son petit frère de 3 ans, Joe, est ébouillanté à mort après s'être renversé dessus une friteuse pleine d'huile chaude.
En 1970, Atwater sort diplômé du Newberry College puis poursuit des études en communication à l'université de Caroline du Sud (1977). Il se marie avec Sally Dunbar en 1978 avec qui il a trois enfants : Sara Lee, Ashley Page et Sally Theodosia.
Engagé en politique au côté des républicains, il travaille alors sur les campagnes du gouverneur Carroll Campbell et du sénateur Strom Thurmond. Il est alors connu pour ses stratégies agressives de campagne. Ainsi en 1980, il est consultant politique pour le républicain Floyd Spence en campagne contre le démocrate Tom Turnipseed. Atwater utilise des faux sondages indépendants pour convaincre les banlieusards que Turnipseed a été membre de la NAACP. À la dernière minute, il fait envoyer aux électeurs des lettres du sénateur Strom Thurmond déclarant que Turnipseed était un libéral qui désarmerait l'Amérique pour la livrer aux communistes. Enfin, lors d'une conférence de presse, Atwater se fait apostropher par un faux journaliste qui, lors d'une question convenue, lui demande son avis sur les problèmes psychiatriques du candidat démocrate.
Au sujet de sa stratégie vis-à-vis des électeurs du Sud des États-Unis, il explique en 1980 : « Ça commence par 1954 en disant “Nègre, Nègre, Nègre”. En 1968, on ne peut plus dire Nègre, cela vous cause du tort. Alors, vous parlez du “busing” [programme de déségrégation par le transport scolaire], du droit des États [à l'autonomie] et tout ça. Vous devenez si abstrait que, maintenant, vous parlez de réduction d’impôts et de toutes ces choses qui sont économiques, mais qui ont pour conséquence de plus impacter les Noirs que les Blancs. Cela devient si abstrait et si codé que, d’une façon ou d’une autre, nous avons éliminé toute trace de problème racial. »
Après les élections de 1980, Lee Atwater vient à Washington, D.C. où il devient conseiller dans l'administration de Ronald Reagan, sous l'autorité de son directeur politique, Ed Rollins. En 1984, Rollins dirige la campagne de réélection de Reagan. Lee Atwater en devient le directeur adjoint et le conseiller politique.
En 1988, Atwater devient le directeur de campagne du vice-président George Bush. Alors que son adversaire, Michael Dukakis, menace George Bush dans les sondages, Lee Atwater produit une vidéo de 30 secondes qui démolit définitivement la campagne du candidat démocrate. Cette vidéo publicitaire, connue sous le titre de « Rocky l'écureuil », montrait Dukakis en train de piloter un tank de l'armée américaine. On y voyait Dukakis affublé d'un casque trop petit et ridicule qui discréditait totalement ses tentatives pour devenir un commandier in chief aux yeux de l'opinion publique. Un peu plus tard, il produit une campagne publicitaire ravageuse mettant en cause le prétendu laxisme du gouverneur Dukakis en matière de lutte contre la criminalité ainsi que ses opinions sur la peine de mort et le programme d'incarcération mené au Massachusetts. Dukakis avait été un partisan d'un programme prévoyant des libérations provisoires de prisonniers d'États pour effectuer des travaux d'intérêts généraux dans le domaine de l'environnement. Il avait ainsi mené cette politique dans son État du Massachusetts. Un meurtrier, Willie Horton (en), avait réussi à bénéficier de ce programme et avait commis un viol et une agression dans le Maryland. Or, en tant que gouverneur, Dukakis avait mis son veto à une proposition de loi qui devait écarter du programme les prisonniers reconnus coupables de meurtre au premier degré. Le spot de campagne (en) utilisa cette affaire pour illustrer la politique carcérale du Massachusetts, dénonçant notamment une politique laxiste de Dukakis envers les criminels que celui-ci appliquerait pour tout le pays s'il était élu président. Le fait que Dukakis soit notoirement hostile à la peine de mort et favorable à son abolition ne pouvait l'aider à démentir les accusations de ses adversaires républicains.
D'autres rumeurs, orchestrées par Lee Atwater, se firent également l'écho de problèmes psychiatriques du gouverneur du Massachusetts ou du fait que sa femme ait brûlé un drapeau américain durant la guerre du Viêt Nam.
Après la victoire de George Bush, Lee Atwater devint président du comité national républicain, l'organe administratif gérant l'organisation du Parti républicain.
En 1990, alors qu'il prononçait un discours devant une salle comble, Lee Atwater est pris de convulsions et tombe sur l'estrade. Transporté à l'hôpital, il apprend qu'il souffre d'un cancer du cerveau en phase terminale.
À la recherche d'une forme de rédemption, converti au catholicisme, mais aussi rendu difforme et handicapé par la maladie, Lee Atwater passa les derniers mois de sa vie à présenter ses excuses auprès de ses anciennes victimes et dénonça l'immoralisme de la scène politique américaine, écrivant notamment dans le magazine Life qu'une « tumeur dangereuse est en train de ronger l'âme de mon pays ».
Il est mort le 29 mars 1991 au George Washington University Hospital. Il avait à peine 40 ans. Son enterrement eut lieu en présence du président des États-Unis, de l'ensemble de son gouvernement et de nombreux membres du Congrès.

### Musicien
Atwater était aussi un musicien qui joua brièvement de la guitare avec Percy Sledge et fréquentait B. B. King. Atwater enregistra l'album Red Hot & Blue avec King pour Curb Records en 1990.
Il a également joué dans l'orchestre de Paul Shaffer pour une émission du Late Night with David Letterman.

## Film
Le film documentaire Boogie Man (2008) est consacré à la vie de Lee Atwater, considéré comme l'homme qui a permis, directement et indirectement, à la famille Bush d'accéder au pouvoir.
Une version fictionelle apparaît dans la série For All Mankind.